# Raúl González Guzmán
Raúl Eduardo González Guzmán (Valencia, Venezuela, 28 de junio de 1985), conocido también como El Pollo, es un exfutbolista venezolano. 
Este diestro interviene preferentemente como volante, pero su habilidad defensiva hace que también sea usado como lateral derecho. Raúl es el hermano menor de Héctor González, otro conocido futbolista venezolano.

## Trayectoria
Formado casi íntegramente en el Centro Social Ítalo Venezolano de la ciudad de Valencia. Hermano del jugador internacional vinotinto Héctor “El turbo” González y de Erick González, también aficionado al fútbol. Raúl debutó con el primer equipo del Deportivo Italchacao en el año de 2002, de la mano de Raúl Cavallieri, participando incluso en la pre Copa Libertadores. En el año 2004 recibió el llamado para formar parte de la Selección Nacional Juvenil que participaría en la 22.ª edición del Campeonato Sudamericano Sub-20 "Juventud de América" Colombia 2005, donde Venezuela avanzó a la ronda final y ocupó la sexta posición. En el año 2005, pasó a formar parte de las filas del Aragua FC donde es relegado casi completamente durante los seis meses a la banca, con muy poca participación en cancha. 
En enero de 2006 firmó con el Caracas FC, uno de los equipos más grandes y exitosos del país, donde obtuvo su primer campeonato a pesar de no contar con la titularidad en gran parte del torneo. En enero de 2007 fue cedido a préstamo al Portuguesa FC en busca de obtener más exposición y continuidad en la cancha. Ese mismo año y producto de su gran actuación en el Torneo Clausura 2007 se marchó al exterior luego de aceptar una oferta del Doxa Katakopias club recién ascendido a la primera división de la liga de fútbol de Chipre donde militó hasta mayo de 2008 y cuya buena actuación le abrió camino a un equipo más grande de la liga, el club EN Paralimni en donde permaneció hasta mayo de 2010. Ese año, Raúl fue contratado por el equipo ganador de la Copa de Chipre 2010, el Apollon Limassol, con el cual firmó por las próximas dos temporadas pero debido a los problemas económicos del club Raúl fue dejado en libertad y militaría la temporada 2011-2012 con el Anagennisi Dherynia recién ascendido a la División de Honor del fútbol Chipriota. 
El 24 de enero de 2012 es confirmado como nuevo jugador del Carabobo FC, participando en el torneo clausura 2012 antes de marcharse al fútbol polaco con el GKS Bełchatów equipo con el que juega 2 años una en la liga en la primera división y luego en segunda división. En el 2014 regresa a Chipre a jugar con el Doxa Katokopias de la primera división de Chipre y un año después regresa a Polonia con él Roswoj Katowice de la segunda división. En el 2016 regresa a Chipre con el Xylotymbu de la tercera división. Para la temporada 2017-18 fue contratado por el AO Ayia Napa de la segunda división de Chipre.

## Clubes
| Club                 | País      | Año        | PJ | Goles |
| -------------------- | --------- | ---------- | -- | ----- |
| Deportivo Italchacao | Venezuela | 2002-2005  |    | 0     |
| Aragua               | Venezuela | 2005       | 12 | 0     |
| Caracas              | Venezuela | 2006-2007  | 7  | 0     |
| Portuguesa           | Venezuela | 2007       | 14 | 0     |
| Doxa Katakopias      | Chipre    | 2007-2008  | 28 | 0     |
| EN Paralimni         | Chipre    | 2008-2010  | 40 | 2     |
| Apollon Limassol     | Chipre    | 2010-2011  | 19 | 0     |
| Carabobo             | Venezuela | 2012       | 8  | 0     |
| GKS Bełchatów        | Polonia   | 2012-2014  | 24 | 0     |
| Doxa Katokopias      | Chipre    | 2014- 2015 | 29 | 0     |
| Rozwoj Katowice      | Polonia   | 2015- 2016 | 27 | 0     |
| Xylotimbou           | Chipre    | 2016- 2017 |    |       |
| Ayia Napa            | Chipre    | 2017       |    |       |
| ASIL Lysi            | Chipre    | 2017       | -  | -     |
| Sourouklis Troullis  | Chipre    | 2020-2021  | -  | -     |
| Alki Oroklini        | Chipre    | 2022-2023  | 9  | 0     |